# 大黒摩季
大黒 摩季（おおぐろ まき、1969年〈昭和44年〉12月31日 - ）は、日本のシンガーソングライター、作詞家、作曲家、編曲家、俳優。本名、大黒 摩紀。所属事務所およびレコード会社はB ZONE。北海道札幌市南区出身、藤女子高等学校卒業。代表曲はミリオンセラーとなった「ら・ら・ら」「あなただけ見つめてる」「DA・KA・RA」など。

## 来歴

### 生い立ち・学生時代
実家は製パン業の札幌キムラヤを営んでいる。2歳下の弟がいる。幼い頃から協調性のないマイペースな性格で、興味を持ったらそれに突っ走るような子供だった。3歳の頃に、母がピアノを買ってくれたことでクラシックピアノを始める。5歳の時、父親が1970年代の洋楽ロックのレコードを持って帰ってきたことから聴くようになる。また、幼少の頃はピアノが玩具で、以降、母といる時はクラシック、留守番の時はレコードのロック、自宅に母方の祖父・祖母が来た時は演歌、テレビでは歌謡曲が流れるというような音楽に囲まれて育つ。
小学生の頃から作曲をしており、音楽がきっかけでテレビっ子になった。ただし小学校ではとにかく集団行動が苦手で、休み時間は一人の時間を楽しんだ。中学入学後は、放課後の音楽室のピアノでよく一人で歌謡曲を弾き語りしていた。15歳頃、たまたま店でジャケ買いしたアレサ・フランクリンのレコードを聴いて衝撃を受け、ソウルミュージックにも惹かれ始める。中学の終わりになると、休日には様々なバンドのボーカルも始め、札幌のアマチュアバンド界隈では知られる存在となった。ただし学校内では以前通り大人しくしており、バレー部に所属していた。
当初高校卒業後の進路について音楽大進学を考えていたが、パン工場の経営には年によって収入に波があり、当時母から「短大で我慢してほしい」と頼まれた。これにより、「それだったらいっその事東京でプロを目指して自分で音楽の勉強をしよう」と進路を変更し、親に2年間だけの約束で高校卒業後に上京した。

### デビュー前
上京後は東京近郊にある叔母の家で暮らし、バイトしながらながらオーディションを受けたり、カバー曲や自作曲を含めた歌唱テープをレコード会社に送った。1989年、テープを送っていたビーイングのオーディション「第3回BADオーディション」に合格するも、コーラスをするよう言われる。
同時期にソニーやビクターのオーディションに合格しており、特にソニーからは「すぐにデビューしよう」という話があった。また当時ビーイングは小さい会社だったが、本人の「歌手になりたいけど、今はもっと色々と吸収して曲作りを学びたい」との思いからビーイングでの下積みの道を選ぶ。下積み時代は、池尻大橋駅近辺の6畳のアパートで暮らしながら曲作りを始め、生活のためスーパーの品出しや交通整理などのバイトの日々を送った。以後、B'z、ZARD、TUBE、T-BOLAN、織田哲郎などのビーイング系アーティストのコーラスを担当する。
1990年には安宅美春（後にKIX-Sを結成）のギターソロアルバム「孤独のRUNAWAY」にゲストボーカルとして参加し（当時の表記は大黒摩紀）、山下久美子の「WHY?」「LOVE & PEACE」「BIBBIDI, BOBBIDI, BOO」をカバーしている。1991年1月にSILK（大森絹子）のアルバム収録曲「ジョン・レノンが聴こえる夜」（作詞はみなみなみ）で作曲家デビュー。TUBEの春畑道哉のソロライブツアーにコーラスとして参加。またCM NETWORKの一員として「GO!GO!貴花田」という曲を歌っている。また、同年発売の西城秀樹のシングル「走れ正直者」のカップリング「HIDEKI Greatest Hits Mega-Mix」のコーラスに参加。後の2018年にBS朝日「My Anniversary SONG」に出演した際、西城から歌唱指導を受けたことを明かしている。

### デビューからの快進撃
本人が望んでいた歌手デビューがなかなか出来ないため(会社を辞めて)アメリカへ旅に出た。その頃長戸は、SILK（大森絹子）が歌った大黒が作詞・作曲した楽曲「STOP MOTION」（1991年12月にアルバム「FACE」の収録曲としてリリースされ、大黒の作詞家デビューとなった）に注目。これがきっかけで滞在先で社長から「歌手デビューの話が進んでいる」という旨の電話連絡を受け帰国、会社に復帰して活動を再開した。
1992年5月「STOP MOTION」で歌手デビュー、ドラマ主題歌という大型タイアップがつくもセールスはいまいちだった。しかし、9月にリリースした2ndシングル「DA・KA・RA」がCMのタイアップがつき問合せが殺到。結果的にヒットチャートを上昇し最高位2位、初のミリオンセラーを記録する大ヒットとなり、第34回日本レコード大賞新人賞受賞。
1993年、2月発売の織田哲郎が楽曲提供した「チョット」が83万枚、4月発売の「別れましょう私から消えましょうあなたから」が66万枚と立て続けにスマッシュヒット。12月に発売した「あなただけ見つめてる」はアニメ『SLAM DUNK』のエンディングテーマ曲に使用され、123万枚の大ヒットを記録し、翌年の年間シングルチャート9位にランクインした。
1994年、4月発売の「夏が来る」も97万枚の大ヒット、10月発売のアルバム『永遠の夢に向かって』は158万枚の大ヒットとなった。
1995年、2月発売の「ら・ら・ら」が中居正広初主演のドラマ味いちもんめの主題歌に使用され、自身最大となる133万枚の大ヒットを記録。7月に発売したアルバム『LA.LA.LA』も161万枚の大ヒットに。更には、12月に発売した初のベスト・アルバム『BACK BEATs ＃1』は286万枚という驚異的なビッグセールスを記録した。
1996年、7月発売の「熱くなれ」がNHKのアトランタオリンピックのテーマソングに起用され1位を記録、83万枚のヒットを記録。1996年度の長者番付では歌手部門で10位を記録。

### 少なかったメディア露出
デビューしてから数年は大ヒットを連発しながらも露出を控え、メディア出演やライブ活動をすることは一切なかった。このため、当時は「謎のカリスマ歌姫」というような形容をされることも多かった。さらに「大黒摩季は歌手担当、写真で顔を出すモデル担当、作詞・作曲担当とそれぞれ3人いる」「大黒摩季はコンピューターで作られたもので実在しない」という都市伝説まで存在した。
当時本人は作詞・作曲からレコーディングまで一人でやっており、デビューからしばらくは3ヶ月に1枚のペースで作品を出した。また、当時はテープによるレコーディングだったため、アナログな作業を“やってもやっても終わらない”という日々が1999年頃まで続いたという。このことから当時は時間的にメディアに出る余裕がほとんどなく、結果として世間で上記の都市伝説が囁かれてしまったという。
数少ないテレビ出演としては、デビュー前の1992年5月17日にフジテレビ『ミュージックフェア』において、初出演を果たしている。B'zと近藤房之助、坪倉唯子が昔の曲を歌う企画のコーラス参加だが、歌う前に大黒はB'zらと横一線に並び、司会に名前を紹介されていた。また1996年に「熱くなれ」がNHKのアトランタオリンピック中継テーマソングとなった関係から、同局の『サンデースポーツ』に出演しインタビューに答えているほか、同年6月1日には当時ビーイングがスポンサーに付いていたテレビ番組『ROX』（関西テレビ）の第1回で特集され、アマチュア時代の思い出を語るなどインタビューに応じている。またラジオ出演としては、B'zの松本孝弘が司会を務めたラジオ番組「BEAT ZONE」に出演したこともある。
1997年8月1日にレインボースクエア有明特設ステージで行われた初のソロライブ『LIVE NATURE#0〜Nice to meet you〜』で、初めて本格的にファンの前に姿を現す。このライブの一部はテレビ朝日『ミュージックステーション』で生中継されたほか、ライブ・ビデオ『大黒摩季 LIVE BEATs』に一部収録されている。当時発売したアルバム『POWER OF DREAMS』はオリジナル・アルバムでは自身最高となる175万枚の大ヒットとなった。このライブ以降、全国ツアーを開催するようになった。
それ以前にもわずかながらステージに立ち、姿を現している。1990年5月に横浜バードで行われた近藤房之助と小島良喜のライブにゲストボーカルとして参加。1996年2月と3月には大阪・心斎橋にあるグランカフェで行われていた「SUNDAY BLUES LIVE」Qunchoのステージに飛び入りゲストとして参加している。その他にも「大黒摩季」個人として、1996年9月21、22日に札幌で行われた「ゆうあいピック北海道大会」に、大会テーマソングとして当時は未発表だった「風になれ」（のちにアルバム『POWER OF DREAMS』に収録）を提供した縁で、大会閉幕後に選手や大会役員、スタッフなどを招いて行われた後夜祭にサプライズ登場し、ミニライブを行ったことがある。
1998年、9月11日にテレビ朝日系「ミュージックステーション」に2度目の出演を果たした。前回と同様、全国ツアー『LIVE NATURE ＃2 〜BEST BEATs〜』のライブ会場からの生中継となった。9月9日発売のアルバム「MOTHER EARTH」に収録されている「この闇を突き抜ける」と「ROCKs」（アルバム「永遠の夢に向かって」に収録）の2曲を披露した。
1999年、全国ツアー『LIVE NATURE #3』を開催。夏にはツアーファイナルとなるスペシャルライブを千葉マリンスタジアムで敢行。12月31日に奈良・東大寺で開催されたカウントダウンライブで充電休養を宣言。2001年にはビーイングから独立し、古巣の東芝EMIにレコード会社を移籍して活動を再開（移籍以降、ビーイング側のCDでは作詞に「ビーイングスタッフ」と付けられている）。8月8日に復帰第1弾シングル「虹ヲコエテ」を発表した。

### 2000年代
2003年、アルバム『RHYTHM BLACK』を引っ提げて、全国ツアー『Live BOMB!LEVEL.3』を開催。11月11日、友人の紹介で知り合った会社員と入籍。初対面の際、男性は大黒のことを知らず、「アーティスト?画家ですか」と訊かれたと、大黒は語っている。
2004年、武部聡志、土屋公平、真矢、恩田快人らとコピーバンド“大黒摩季とフレンズ”を結成。3月17日に1980年代の曲をコピーしたアルバム『COPY BAND GENERATION VOL.1』を発表。シングル「ASAHI〜SHINE&GROOVE〜」がアテネ五輪ホッケー女子日本代表オフィシャルサポートソングに使用される。この曲は大黒が偶然見ていたテレビ番組に出演していたホッケー女子日本代表の選手が話していた女子ホッケーの現状を聞き、自分の下積み時代の姿と重なり何か出来ないかと思い作られたもの。出来上がった時には代表チームの合宿地へ訪問して聴いてもらったとのこと。
2005年、2年ぶりの新作『HAPPINESS』を発表し、7月15日より全国ツアー『Live BOMB!LEVEL.4』を開催。12月には初となる日本武道館単独ライブを行う。同31日、ナガシマスパーランド（三重県）にてカウントダウンライブを行なう。
2006年、初のバラード・シングル「胡蝶の夢」がフジテレビ系昼ドラマ『新・風のロンド』主題歌に使用される。3月にはバラード・ベスト・アルバム『weep』を発表。5月15日、ワールドカップ選手発表に伴って、FWに選出された大黒将志と巻誠一郎（二人合わせて大黒摩季（巻）だから）、友人の中田英寿にエールを送った。ちなみに「大黒巻」の共演は実現しなかった。10月20日より全国ツアー『Live BOMB!LEVEL.5 〜デビュー15周年前倒し企画・わりと津々浦々お客様大感謝TOUR “ダイブ見せますMaki Best”+ 〜』を開催。
2007年4月9日、北海道立校としては初の「中高一貫校」として誕生した北海道登別明日（のぼりべつあけび）中等教育学校の開校式にサプライズゲストとして登場。ノーギャラで作詞・作曲を手がけた同校の校歌「明日（あけび）の空に」を生で披露した。
4月18日にシングル「コレデイイノ?!/恋の悪魔 -She's no Angel-」を発表。「コレデイイノ?!」は前出の『Live BOMB!LEVEL.5』ツアーで披露され、観客と共に踊れる振付施されている。大黒曰く今時のイイ言葉はないかと考えて辿り着いたものが「コレデイイノ」と云う言葉であり、「これでいいの?」に「コレデイイノ!」と大黒流の背中を押すエールの言葉となっている。
5月24日、東京青年会議所と2016年東京オリンピックを望む学生の会が開催するイベント、「オリンピックを東京に2016!」にて、無料ライブを開催。
5月25日、夕張市において2万本のサクラやモミジを植え、地域再生を図る「しあわせの桜ともみじ」プロジェクトがスタートし、同市内の石炭の歴史村の公園内で記念植樹会に参加。新曲「桜ごころ」を初披露した。
5月27日（デビュー15周年日）、同日放送のフジテレビ『ウチくる!?』に出演。司会の中山秀征から「（バックコーラス担当時代に）こいつ下手くそだなっていうアイドルもいっぱいいたでしょ?」と聞かれ、「はい、ぶっちゃけ。何でアンタの気持ち悪い音程に合わせて私が歌わねばならないのだ!（中略）やっぱ顔か～、体か～!!みたいな」と答えた。この発言はZARDの坂井泉水を指しているのではないかという噂が立った（坂井は放送前日の26日に病院で転落、27日に急逝）。大黒は坂井の名前を出していたわけではなかったが、大黒のブログが炎上する事態に発展。
6月26日、死去した坂井泉水の音楽葬に参列した。その後記者陣に対して終始泣き崩れながら「心遣いが素敵な女性でした」とコメントした。後年、大黒は「泉水ちゃん（の声）にくっつく（＝バックコーラスをする）のが好きでした」「泉水ちゃんの声が、私の体の中に入ってる」と語っている。
8月19日に38歳でこの世を去ったプロウィンドサーファー飯島夏樹の誕生日に、表参道ヒルズにて飯島へ捧げた曲、「HEAVEN'S WAVES」を披露した。ハワイで行われた葬儀にて流された。飯島と大黒は同じサニーサイドアップに所属した。
10月、大黒摩季とフレンズを再結成し、青春ロックライブハウスツアーを開催。年末にはANAインターコンチネンタルホテル東京他で初のディナーショーを開催した。
2008年1月30日にアルバム『POSITIVE SPIRAL』を発表。2月9日より全国ツアー『MAKI OHGURO Live Bomb！ Level.6 15th Anniversary Final Tour 〜ありがとう! そして…POSITIVE SPIRAL〜』（全21公演）。5月17日、ツアーフィナーレのスペシャルライブをパシフィコ横浜で開催。年末は2007年に続き、グランドプリンスホテル高輪他でディナーショーを開催。
2009年2月4日に初のセルフカバー・アルバム『LUXURY 22-24pm』とライブDVD『Maki Ohguro Live Bomb!!Level.6 15th Anniversary Super Final in パシフィコ横浜 〜My Music My Life〜』を同時発表。3月29日よりライブツアーを横浜BLITZ、Zepp Tokyo他全16公演開催した。
同年8月29日に一夜限りのファンクラブイベント、〜一見さんお断り〜「スナック摩季」を渋谷DUOにて行われた。
同年9月24日放送のTBSドラマ『JNN50周年記念 スペシャルドラマ 天国で君に逢えたら』（映画『LIFE〜天国で君に逢えたら』（2007年）のモデルとなったプロウィンドサーファー飯島夏樹の小説が原作）のテーマソング「最後のラブレター」を手掛けた。

### 活動休止
2010年8月24日に13枚目のアルバム『すっぴん』の発表とともに子宮疾患の治療のため、2010年10月末で無期限活動休止を発表した。生理不順をはじめとする身体の異変は上京から数年後から感じており、1996年には疾患が発覚していた。その際子宮腺筋症だけでなく、左卵巣嚢腫、子宮内膜症、子宮筋腫も併発し他の内臓を圧迫しており、これ以上の肥大は子宮全摘出しか方法がなくなる可能性があり、また治療のための体外受精や流産を繰り返しており、2010年にきて治療のために活動停止をせざるを得ない状況となった。しかし、翌2011年にRESTART JAPAN with TUBEの楽曲である「RESTART」のレコーディングに参加している。
2014年には北海道夕張郡長沼町にて町内の三つの中学校の統合により新設される長沼町立長沼中学校の新校歌の制作を依頼され、「道産子として恩返しをしたい」と快諾、自らの作詞・作曲により『希望の丘』と題する新校歌を書き下ろして完成させ、新しい中学校に贈っている。
2015年には、スカイマークの応援歌を手掛け、約4年半ぶりとなる本格的なレコーディングも実施した。応援ソング制作のきっかけは、スカイマーク社が大黒が2010年に発表した楽曲「TAKE OFF」の使用許可を取ろうとしたことで、このたび制作された応援ソングも同曲を原曲としている。タイトルは「TAKE OFF ～SKYMARK, Cheer UP← version～」で、スカイマーク社員たちに寄り添った応援歌にしたいという考えから、大黒自ら原曲の歌詞を3割程度変更し、「青く光る Skymark」などのフレーズも盛り込まれた。さらに、同年3月19日には、YouTube上で本曲とスカイマークの映像を用いた動画が公開された。
同年11月に子宮全摘出の手術を受け、長年患ってきた子宮疾患を完全克服した。休養中の手術の影響で持ち前の力強い声が出にくくなったことから、「もう歌手としては歌えないかもしれない」と思った。そんな中、吉川晃司やボイストレーナーの支えにより歌手として自信を持ち直し、復帰につながった。

### ビーイングでの再始動
2015年には、大黒の古巣ビーイングの所属歌手La PomPonへ楽曲提供をするなど作家としての活動を本格化。9月16日発表の両A面シングル「謎/ヤダ!嫌だ!ヤダ! 〜Sweet Teens ver.〜」で「ヤダ!嫌だ!ヤダ! 〜Sweet Teens ver.〜」の作詞・作曲を担当。4月発表のLa PomPonの2ndシングル「HOT GIRLS」のカップリング曲「恋はずーく☆ダンス」にて「Maquita Grande Negro」というペンネームでも楽曲提供。その他TUBEやアンティック-珈琲店-などビーイング所属のアーティストへの楽曲提供、ビーイング在籍時に多くの作品でコーラスを担当していたZARDのデビュー25周年記念サイトへのメッセージの寄稿、2016年5月18日に発売の「d-project with ZARD」にゲストボーカルで11曲参加するなど、古巣ビーイングでの活動が活発化してきた。
2016年、6月1日発売の郷ひろみの101枚目のシングル「IRREGULAR」の楽曲提供を行った。
6月20日、6年ぶりに活動再開と再びビーイングに所属することが発表され、8月11日開催のファンクラブイベント、8月13日の野外フェス「ライジング・サン・ロックフェスティバル」の参加が発表となる。8月10日に6年ぶりの新曲となるシングル「Higher↗↗Higher↗↗」を配信限定でリリースした。
10月16日には、約5年半ぶりに単独ライブを地元でもある北海道・札幌市ニトリ文化ホールにて凱旋公演「Maki Ohguro 2016Live–HOP!～Reborn To The Future☆彡～ in Sapporo Nitori Bunka Hall 」を開催した。同会場にて、2017年に47都道府県にも及ぶ全国ツアー『Maki Ohguro 2017 Live-STEP!! 〜Higher↗↗Higher↗↗中年よ熱くなれ!! Greatest Hits +〜』の開催が発表された。
11月4日、AIR-G'（FM北海道）にてレギュラー番組「トーホウリゾート presents 大黒摩季♪大人のBreak Time」が開始。
11月18日、テレビ朝日『ミュージックステーション』へ自身3度目の出演をした。同番組への出演は1998年以来約18年振りとなる。また、番組でのスタジオ出演は18年越しで今回が初となった。代表曲である「熱くなれ」「あなただけ見つめてる」「ら・ら・ら」の3曲をメドレーで披露した。
11月23日、2010年を最後に活動休止以来、約5年半振りとなる作品として再始動後初となるオールタイム・ベスト・アルバム『Greatest Hits 1991-2016 〜All Singles +〜』を発売。オリコン週間売上で初登場4位となり、1999年発売の「MAKI OHGURO BEST OF BEST〜All Singles Collection〜」以来16年10か月ぶりにTOP5に入った。また、11月24日付のデイリーチャートでも2位にランクインした。
2017年、1月7日よりbayfmでレギュラー番組「Your Playlist」が開始。
2月25日から2018年5月26日にかけて、およそ1年半に及ぶ47都道府県全国ツアー『Maki Ohguro 2017 Live-STEP!! 〜Higher↗↗Higher↗↗中年よ熱くなれ!! Greatest Hits +〜』が開催された。
5月27日にデビュー25周年を迎え、6月1日にはデビュー25周年記念特設サイトが開設された。　
9月27日、復帰後初なおかつ、デビュー25周年記念第一弾シングルとして「Lie, Lie, Lie,」がリリースされた。この曲は、『名探偵コナン』のオープニングとして起用された。
12月31日、第1回ももいろ歌合戦に出場し、代表曲の「ら・ら・ら」を歌唱した。
2018年、全国ツアー後の5月から10月にかけて、6か月連続の新曲配信を行った。また、12月5日には復帰後初の8年ぶりオリジナルアルバム「MUSIC MUSCLE」を発表。同作を携え、2019年3月から7月にかけて全国ツアー「MAKI OHGURO MUSIC MUSCLE TOUR 2019」を開催。
2019年2月20日、北海道の民放5局とNHK札幌放送局による共同キャンペーン『One Hokkaido Project』のキャンペーンソングに参加。
12月20日、同年4月に離婚していたことを明らかにした。
12月31日より全楽曲の全世界サブスクリプション配信が開始。配信にあたり大黒本人立ち合いの下、マスタリングが行われた。
2020年3月、地球ゴージャスプロデュースによるブロードウェイミュージカル「The Prom」で舞台女優デビューを果たした。
2024年8月、「ブラックペアン シーズン2」に出演し、地上波ドラマ初出演となった。

## 人物

### 歌声、楽曲の特徴など
R&Bなどのブラックミュージックをベースにした伸びやかで力強いボーカルが特色。1990年代初頭のミュージックシーンに忽然と現れ、以後自作で数々のヒット曲を出したことから、一部メディアから「90年代を代表するシンガーソングライター」と称される。楽曲では、『DA・KA・RA』『チョット』『あなただけ見つめてる』など、ロックやブラック・コンテンポラリー、ダンス・ミュージックなどの要素を併せ持つ打ち込み主体のサウンドで知られるが、後年はバンドサウンド寄りの楽曲に移行している。アルバムでは初期からゴスペル・レゲエ・スカ的な要素の作品も発表しており、元来は幅広い音楽性の持ち主である。
作詞に関しては、「自分との対話で生まれる。鏡の中の自分を叱咤激励するような感じで、オブラートには包まない」と述べている。楽曲についてファンからは、「聴くと元気になれる」、「自分を応援してくれる」と評されることもある。
楽曲提供する際にMaquita Grande Negroというペンネームを使用するときもある。また東京スクールオブミュージック&ダンス音楽専門学校で非常勤講師も務めている。

### 交友関係
デビュー前からZARDの坂井泉水とは“摩季ちゃん”、“泉水ちゃん”と呼び合うなど親しくしていた。ちなみに大黒の30周年記念アルバム『BACK BEATs ＃30th Anniversary -SPARKLE-』の中の「君に届け」は、坂井のために制作した曲である。また、B'zの松本孝弘・稲葉浩志との親交も深い。デビュー前に松本から受けたアドバイスを今でも心の励みにしているという。1996年のシングル「あぁ」の歌詞に出てくる「君」とは、松本と稲葉のことを指したものである。甲斐よしひろ、土屋公平、氷室京介らとも交流がある。
音楽業界以外では、神田うの、藤原紀香やはるな愛、川島なお美夫妻や山田邦子夫妻、森三中などの他に、2005年に死去したプロウィンドサーファー飯島夏樹とも親交があった。2007年の楽曲「HEAVEN'S WAVES」は飯島に捧げた曲である。また、飯島の小説をドラマ化した2009年9月24日放送のTBSドラマ『JNN50周年記念 スペシャルドラマ 天国で君に逢えたら』のテーマソング「最後のラブレター」も担当している。

## ビーイングスタッフ表記問題
大黒は全ての楽曲をリリース時には「大黒摩季」として作詞しているが、ビーイング離脱後の2001年にビーイングが発売したベスト・アルバム『BACK BEATs ＃2〜Maki Ohguro&Staff Works〜』で、作詞クレジットが「ビーイングスタッフ・大黒摩季」となっていた。同作の裏ジャケットには作詞クレジットが表記されており、歌詞カードを見ずとも「ビーイングスタッフ・大黒摩季」の作詞クレジットが確認できるようになっていたため、結果的に殆んどの作詞は大黒単独ではなく、ビーイングスタッフが作詞にも関わっていたと思われる表記が掲載されることとなった。
大黒離脱後にリリースされた「BEST OF BEST 1000」のライナーノーツによると、歌詞のほとんどをプロデューサーの長戸大幸が書き換えたとしている。文中では、「DA・KA・RA」の2フレーズを例に挙げ、大黒の歌詞の意味を長戸が逆にした、また「ら・ら・ら」は最初の1行のみ大黒の作詞でタイトルも含めて全て長戸が作ったとあり、「あなただけ見つめてる」は最初の頭のサビ以外全て、「夏が来る」は大半、それぞれ長戸が書いたとしている。文中では「詞の天才のZARDの坂井に対して、コーラスの天才の大黒」という風に長戸が評したとされている。 （出典は「BEST OF BEST 1000　liner note」。）
以降、ビーイング離脱後で移籍先の東芝EMIから発売された曲は「大黒摩季」表記になっているが、ビーイングが出版する大黒摩季の関連CDの作詞には（東芝EMI移籍後にビーイング時代の曲を再録音した音源のものであっても）「大黒摩季」単体のまま表記されないようになっている。『complete of 大黒摩季 at the BEING studio』では作詞・作曲のクレジットを一切表記しない方法を取った。大黒がビーイング離脱後にビーイングが発売したMANISH『complete of MANISH at the BEING studio』の作詞クレジットは「大黒摩季」のままであったが、ビーイングのオムニバスアルバム『IT'S TV SHOW!』ではMANISHの作詞も「ビーイングスタッフ・大黒摩季」に変更されている。その後にリリースされたMANISH『BEST OF BEST 1000 MANISH』では作詞クレジットが「大黒摩季」に戻っている。
大黒がビーイング離脱後に発売したベスト・アルバム『Weep〜maki ohguro The Best Ballads Collection〜』、及び『LUXURY 22-24pm』では、ビーイング在籍時代に発表された楽曲の作詞の表記は、「大黒摩季&ビーイング・スタッフ」と表記された。
なお、JASRACの音楽作品データベース検索サービスなどで収録曲やアルバムを検索しても、作詞・作曲に「ビーイングスタッフ」の表記は無い。大黒がビーイング復帰後に発売されたベスト・アルバム『Greatest Hits 1991-2016 〜All Singles +〜』では、作詞の表記は「大黒摩季」に戻されている。
作詞に直接言及しているわけではないが、大黒自身はビーイング復帰後の2016年12月、「『大黒摩季』ってみんなのものなんですよね。私の私物じゃないですから。（中略）わかりやすく言えば“大黒摩季”っていうブランドをみんなで作ってるのに近いと今は思ってて」と語っている。

## ディスコグラフィー

### シングル

#### シングルCD
| 枚                 | 発売日         | タイトル                                      | 楽曲製作                                                                            | カップリング曲                         | 規格       | 規格品番                      | オリコン 最高位 | 認定               | 推定売上    | 初収録アルバム                                      |
| TM FACTORY         | TM FACTORY     | TM FACTORY                                    | TM FACTORY                                                                          | TM FACTORY                             | TM FACTORY | TM FACTORY                    | TM FACTORY      | TM FACTORY         | TM FACTORY  | TM FACTORY                                          |
| ------------------ | -------------- | --------------------------------------------- | ----------------------------------------------------------------------------------- | -------------------------------------- | ---------- | ----------------------------- | --------------- | ------------------ | ----------- | --------------------------------------------------- |
| 1st                | 1992年5月27日  | STOP MOTION                                   | 作詞・作曲：大黒摩季 編曲：明石昌夫                                                 | 復讐GAME                               | 8cm CD     | TODT-2856（廃盤）             | 67位            |                    | 19,000枚    | STOP MOTION                                         |
| 1st                | 1992年5月27日  | STOP MOTION                                   | 作詞・作曲：大黒摩季 編曲：明石昌夫                                                 | 復讐GAME                               | 8cm CD     | BGDH-1026（再発現行盤）       | 67位            |                    | 19,000枚    | STOP MOTION                                         |
| 2nd                | 1992年9月23日  | DA・KA・RA                                    | 作詞・作曲：大黒摩季 編曲：葉山たけし                                               | Good-Luck Woman                        | 8cm CD     | TODT-2921（廃盤）             | 2位             | ミリオン           | 1,055,000枚 | DA・DA・DA                                          |
| 2nd                | 1992年9月23日  | DA・KA・RA                                    | 作詞・作曲：大黒摩季 編曲：葉山たけし                                               | Good-Luck Woman                        | 8cm CD     | BGDH-1027（再発現行盤）       | 2位             | ミリオン           | 1,055,000枚 | DA・DA・DA                                          |
| 3rd                | 1993年2月10日  | チョット                                      | 作詞：大黒摩季 作曲：織田哲郎 編曲：葉山たけし                                      | 君に愛されるそのために…                | 8cm CD     | TODT-2953（廃盤）             | 4位             | トリプル・プラチナ | 840,000枚   | DA・DA・DA                                          |
| 3rd                | 1993年2月10日  | チョット                                      | 作詞：大黒摩季 作曲：織田哲郎 編曲：葉山たけし                                      | 君に愛されるそのために…                | 8cm CD     | BGDH-1028（再発現行盤）       | 4位             | トリプル・プラチナ | 840,000枚   | DA・DA・DA                                          |
| 4th                | 1993年4月28日  | 別れましょう私から消えましょうあなたから      | 作詞・作曲：大黒摩季 編曲：葉山たけし                                               | 子供の国へ                             | 8cm CD     | TODT-3030（廃盤）             | 3位             | プラチナ           | 667,000枚   | U.Be Love                                           |
| 4th                | 1993年4月28日  | 別れましょう私から消えましょうあなたから      | 作詞・作曲：大黒摩季 編曲：葉山たけし                                               | 子供の国へ                             | 8cm CD     | BGDH-1029（再発現行盤）       | 3位             | プラチナ           | 667,000枚   | U.Be Love                                           |
| 5th                | 1993年7月28日  | Harlem Night                                  | 作詞・作曲：大黒摩季 編曲：葉山たけし                                               | スキなんだもんしょうがないジャン       | 8cm CD     | TODT-3090（廃盤）             | 3位             | プラチナ           | 396,000枚   | U.Be Love                                           |
| 5th                | 1993年7月28日  | Harlem Night                                  | 作詞・作曲：大黒摩季 編曲：葉山たけし                                               | スキなんだもんしょうがないジャン       | 8cm CD     | BGDH-1030（再発現行盤）       | 3位             | プラチナ           | 396,000枚   | U.Be Love                                           |
| B-Gram RECORDS     |                |                                               |                                                                                     |                                        |            |                               |                 |                    |             |                                                     |
| 6th                | 1993年12月10日 | あなただけ見つめてる                          | 作詞・作曲：大黒摩季 編曲：葉山たけし                                               | GLORIA                                 | 8cm CD     | BGDH-1019                     | 2位             | ミリオン           | 1,236,000枚 | 永遠の夢に向かって                                  |
| 7th                | 1994年1月29日  | 白いGradation                                 | 作詞・作曲：大黒摩季 編曲：葉山たけし                                               | Everybody, Groove!!                    | 8cm CD     | BGDH-1030                     | 5位             | ダブル・プラチナ   | 485,000枚   | 永遠の夢に向かって                                  |
| 8th                | 1994年4月23日  | 夏が来る                                      | 作詞・作曲：大黒摩季 編曲：葉山たけし                                               | 未来が私を呼んでいる…                  | 8cm CD     | BGDH-1036                     | 2位             | ミリオン           | 971,000枚   | 永遠の夢に向かって                                  |
| 9th                | 1994年10月5日  | 永遠の夢に向かって                            | 作詞・作曲：大黒摩季 編曲：葉山たけし                                               | ふたりが好きだから                     | 8cm CD     | BGDH-1040                     | 1位             | トリプル・プラチナ | 794,000枚   | 永遠の夢に向かって                                  |
| 10th               | 1995年2月20日  | ら・ら・ら                                    | 作詞・作曲：大黒摩季 編曲：葉山たけし                                               | 恋はメリーゴーランド (English Version) | 8cm CD     | BGDH-1043                     | 1位             | ミリオン           | 1,339,000枚 | LA.LA.LA                                            |
| 11th               | 1995年5月3日   | いちばん近くにいてね                          | 作詞・作曲：大黒摩季 編曲：葉山たけし                                               | El amor es ciego 〜恋は盲目〜          | 8cm CD     | JBDJ-1002                     | 2位             | トリプル・プラチナ | 867,000枚   | LA.LA.LA                                            |
| 12th               | 1995年11月6日  | 愛してます                                    | 作詞・作曲：大黒摩季 編曲：葉山たけし                                               | 泣かないでよ                           | 8cm CD     | JBDJ-1007                     | 2位             | ダブル・プラチナ   | 464,000枚   | BACK BEATs＃1                                       |
| 13th               | 1996年2月26日  | あぁ                                          | 作詞・作曲：大黒摩季 編曲：葉山たけし                                               | ガンバルシカナイジャナイ?!             | 8cm CD     | JBDJ-1013                     | 2位             | ダブル・プラチナ   | 443,000枚   | POWER OF DREAMS                                     |
| 14th               | 1996年7月8日   | 熱くなれ                                      | 作詞・作曲：大黒摩季 編曲：葉山たけし                                               | そして                                 | 8cm CD     | JBDJ-1019                     | 1位             | トリプル・プラチナ | 834,000枚   | POWER OF DREAMS                                     |
| 15th               | 1996年12月2日  | アンバランス                                  | 作詞・作曲：大黒摩季 編曲：葉山たけし                                               | After Blue                             | 8cm CD     | JBDJ-1022                     | 4位             | プラチナ           | 321,000枚   | POWER OF DREAMS                                     |
| 16th               | 1997年3月26日  | ゲンキダシテ                                  | 作詞・作曲：大黒摩季 編曲：葉山たけし                                               | You're not mine                        | 8cm CD     | JBDJ-1026                     | 5位             | トリプル・プラチナ | 207,000枚   | POWER OF DREAMS                                     |
| 17th               | 1997年5月28日  | 空                                            | 作詞・作曲：大黒摩季 編曲：葉山たけし                                               | SLOW DOWN                              | 8cm CD     | JBDJ-1028                     | 4位             | プラチナ           | 214,000枚   | POWER OF DREAMS                                     |
| 18th               | 1998年2月25日  | ネッ! 〜女、情熱〜                            | 作詞・作曲：大黒摩季 編曲：葉山たけし                                               | 例えばそれが愛でもいいと思う           | 8cm CD     | JBDJ-1037                     | 5位             | ゴールド           | 147,000枚   | MOTHER EARTH                                        |
| 19th               | 1999年2月24日  | 太陽の国へ行こうよ すぐに〜空飛ぶ夢に乗って〜 | 作詞：大黒摩季 作曲：大野愛果 編曲：葉山たけし                                      | Just Start Again                       | 8cm CD     | JBDJ-1044                     | 19位            | ゴールド           | 64,000枚    | MAKI OHGURO BEST OF BEST 〜All Singles Collection〜 |
| 20th               | 1999年8月4日   | 夢なら醒めてよ                                | 作詞・作曲：大黒摩季 編曲：葉山たけし                                               | 永遠の光り                             | 8cm CD     | JBDJ-1048                     | 10位            |                    | 66,000枚    | MAKI OHGURO BEST OF BEST 〜All Singles Collection〜 |
| Virgin Music       |                |                                               |                                                                                     |                                        |            |                               |                 |                    |             |                                                     |
| 21st               | 2001年8月8日   | 虹ヲコエテ                                    | 作詞・作曲：大黒摩季 編曲：葉山たけし                                               | クラクラさせてよ                       | 12cm CD    | TOCT-22172                    | 12位            |                    | 56,000枚    | O                                                   |
| 21st               | 2001年8月8日   | 虹ヲコエテ                                    | 作詞・作曲：大黒摩季 編曲：葉山たけし                                               | Cross Fade                             | 12cm CD    | TOCT-22172                    | 12位            |                    | 56,000枚    | O                                                   |
| 22nd               | 2001年10月31日 | 雪が降るまえに                                | 作詞・作曲・編曲：大黒摩季                                                          | One Way & Two Hearts                   | 12cm CD    | TOCT-22188                    | 18位            |                    | 27,000枚    | O                                                   |
| 22nd               | 2001年10月31日 | 雪が降るまえに                                | 作詞・作曲・編曲：大黒摩季                                                          | LIFE IS ALIVE                          | 12cm CD    | TOCT-22188                    | 18位            |                    | 27,000枚    | O                                                   |
| 23rd               | 2002年5月29日  | アイデンティティ                              | 作詞・作曲・編曲：大黒摩季                                                          | Go Your Way                            | 12cm CD    | TOCT-4385                     | 27位            |                    | 20,000枚    | RHYTHM BLACK                                        |
| 24th               | 2003年3月12日  | 勝手に決めないでよ                            | 作詞・作曲：大黒摩季 編曲：西平彰                                                   | birdcage                               | CCCD       | TOCT-4435                     | 43位            |                    | 6,000枚     | RHYTHM BLACK                                        |
| 25th               | 2003年5月28日  | 夏が来る、そして…                             | 作詞・作曲：大黒摩季 編曲：西平彰                                                   | flowin'                                | CCCD       | TOCT-4485                     | 35位            |                    | 10,000枚    | RHYTHM BLACK                                        |
| 26th               | 2003年12月3日  | いとしいひとへ〜Merry Christmas〜             | 作詞・作曲：大黒摩季 編曲：武部聡志                                                 | 君しかいないよ                         | CCCD       | TOCT-4654                     | 51位            |                    | 6,000枚     | Weep 〜maki ohguro The Best Ballads Collection〜    |
| 26th               | 2003年12月3日  | いとしいひとへ〜Merry Christmas〜             | 作詞・作曲：大黒摩季 編曲：武部聡志                                                 | 愛すること                             | CCCD       | TOCT-4654                     | 51位            |                    | 6,000枚     | Weep 〜maki ohguro The Best Ballads Collection〜    |
| 27th               | 2004年7月28日  | ASAHI〜SHINE&GROOVE〜                         | 作詞：大黒摩季 & sixteen female fighters on the field 作曲：大黒摩季                | 赤い花                                 | 12cm CD    | TOCT-4753                     | 55位            |                    | 6,000枚     | HAPPINESS                                           |
| 28th               | 2005年4月27日  | OVER TOP                                      | 作詞・作曲・編曲：大黒摩季                                                          |                                        | CD＋DVD    | TOCT-4865（初回限定盤）       | 87位            |                    | 3,000枚     | HAPPINESS                                           |
| 29th               | 2006年2月8日   | 胡蝶の夢                                      | 作詞・作曲：大黒摩季 編曲：西平彰                                                   | 青い風                                 | CD         | TOCT-4963                     | 56位            |                    | 6,000枚     | Weep 〜maki ohguro The Best Ballads Collection〜    |
| 30th               | 2007年4月18日  | コレデイイノ?!/恋の悪魔 -She's no Angel-      | 作詞・作曲：大黒摩季 (#1) ／ シライシ妙トリ (#2) 編曲：武部聡志 (#1) ／ 河野圭 (#2) | 僕が君でキミがボクなら                 | CD         | TOCT-40048                    | 60位            |                    | 2,000枚     | POSITIVE SPIRAL                                     |
| 32Records          |                |                                               |                                                                                     |                                        |            |                               |                 |                    |             |                                                     |
| 31st               | 2010年5月19日  | IT'S ALL RIGHT                                | 作詞・作曲：大黒摩季                                                                | Forever Rose                           | CD+DVD     | TTCR-0002                     | 95位            |                    | 1,000枚     | すっぴん                                            |
| avex entertainment |                |                                               |                                                                                     |                                        |            |                               |                 |                    |             |                                                     |
| 32nd               | 2010年11月17日 | Anything Goes!                                | 作詞：藤林聖子 作曲：tatsuo 編曲：tatsuo・中川幸太郎                                | Anything Goes! Ska Foundation Edit.    | CD+DVD     | AVCA-29847B（初回限定盤）     | 7位             | ゴールド           | 70,000枚    | Greatest Hits 1991-2016 〜All Singles +〜           |
| 32nd               | 2010年11月17日 | Anything Goes!                                | 作詞：藤林聖子 作曲：tatsuo 編曲：tatsuo・中川幸太郎                                | Anything Goes! Ska Foundation Edit.    | CD         | AVCA-29848（通常盤）          | 7位             | ゴールド           | 70,000枚    | Greatest Hits 1991-2016 〜All Singles +〜           |
| 32nd               | 2011年12月7日  | Anything Goes! “Ballad”                       | 作詞：藤林聖子 作曲：tatsuo 編曲：tatsuo・中川幸太郎                                | Anything Goes! OOO Special Edit.       | CD+DVD     | AVCA-49109B（完全生産限定盤） | 36位            |                    | 5,000枚     | アルバム未収録                                      |
| B ZONE             |                |                                               |                                                                                     |                                        |            |                               |                 |                    |             |                                                     |
| 33rd               | 2017年9月27日  | Lie, Lie, Lie,                                | 作詞・作曲：大黒摩季 編曲：Rockin' MaMa                                             | リベンジ                               | CD         | JBCZ-4037（BIG盤）            | 20位            |                    | 3,000枚     | MUSIC MUSCLE                                        |
| 33rd               | 2017年9月27日  | Lie, Lie, Lie,                                | 作詞・作曲：大黒摩季 編曲：Rockin' MaMa                                             | Mama forever                           | CD         | JBCZ-4037（BIG盤）            | 20位            |                    | 3,000枚     | MUSIC MUSCLE                                        |
| 33rd               | 2017年9月27日  | Lie, Lie, Lie,                                | 作詞・作曲：大黒摩季 編曲：Rockin' MaMa                                             | Lie, Lie, Lie, (TV size)               | CD         | JBCZ-6068（名探偵コナン盤）   | 20位            |                    | 3,000枚     | MUSIC MUSCLE                                        |

#### デジタルシングル
| 枚           | 発売日         | タイトル                                                                                                   | 楽曲製作                                                 | 規格                   | 収録作品                                  |              |              |              |              |
| Virgin Music | Virgin Music   | Virgin Music                                                                                               | Virgin Music                                             | Virgin Music           | Virgin Music                              | Virgin Music | Virgin Music | Virgin Music | Virgin Music |
| ------------ | -------------- | --- | -------------------------------------------------------- | ---------------------- | ----------------------------------------- | ------------ | ------------ | ------------ | ------------ |
| 1st          | 2008年2月6日   | Make A Wish                                                                                                | 作詞・作曲・編曲：大黒摩季                               | デジタル・ダウンロード | Greatest Hits 1991-2016 〜All Singles +〜 |              |              |              |              |
| 2nd          | 2008年10月1日  | Our Home                                                                                                   | 作詞・作曲：大黒摩季 編曲：Yohey                         | デジタル・ダウンロード | すっぴん                                  |              |              |              |              |
| 3rd          | 2009年9月16日  | 最後のラブレター                                                                                           | 作詞・作曲：大黒摩季 西平彰                              | デジタル・ダウンロード | すっぴん                                  |              |              |              |              |
| B ZONE       |                | |                                                          |                        |                                           |              |              |              |              |
| 4th          | 2016年8月10日  | Higher↗↗ Higher↗↗ 〜Single ver.〜                                                                          | 作詞・作曲・大黒摩季 編曲：DJ YUTAKA・m.c.A・T           | デジタル・ダウンロード | Greatest Hits 1991-2016 〜All Singles +〜 |              |              |              |              |
| 5th          | 2017年10月26日 | latitude 〜明日が来るから〜                                                                                | 作詞・作曲：大黒摩季 編曲：徳永暁人                      | デジタル・ダウンロード | MUSIC MUSCLE                              |              |              |              |              |
| 6th          | 2017年10月26日 | Zoom Up★ with Booooze                                                                                      | 作詞・作曲：大黒摩季 編曲：原田喧太                      | デジタル・ダウンロード | MUSIC MUSCLE                              |              |              |              |              |
| 7th          | 2018年5月27日  | Because...You                                                                                              | 作詞・作曲：大黒摩季 編曲：春畑道哉                      | デジタル・ダウンロード | MUSIC MUSCLE                              |              |              |              |              |
| 8th          | 2018年5月27日  | CRASH&RUSH feat. doa                                                                                       | 作詞：大黒摩季 作曲：原田喧太 ＆ 大黒摩季 編曲：原田喧太 | デジタル・ダウンロード | MUSIC MUSCLE                              |              |              |              |              |
| 9th          | 2018年6月20日  | Spotlight                                                                                                  | 作詞・作曲：大黒摩季 編曲：池田大介                      | デジタル・ダウンロード | MUSIC MUSCLE                              |              |              |              |              |
| 10th         | 2018年7月20日  | 女はつらいよ。                                                                                             | 作詞・作曲：大黒摩季 編曲：原田喧太                      | デジタル・ダウンロード | MUSIC MUSCLE                              |              |              |              |              |
| 11th         | 2018年8月20日  | 親心ブルース                                                                                               | 作詞・作曲：大黒摩季 編曲：原田喧太                      | デジタル・ダウンロード | MUSIC MUSCLE                              |              |              |              |              |
| 12th         | 2018年9月20日  | Harmony | 作詞・作曲：大黒摩季 編曲：徳永暁人                      | デジタル・ダウンロード | MUSIC MUSCLE                              |              |              |              |              |
| 13th         | 2018年10月20日 | LOVE MUSCLE                                                                                                | 作詞・作曲：大黒摩季 編曲：徳永暁人                      | デジタル・ダウンロード | MUSIC MUSCLE                              |              |              |              |              |
| 14th         | 2019年12月22日 | サンタラン Run♪Run♪                                                                                        | 作詞・作曲：大黒摩季 編曲：徳永暁人                      | デジタル・ダウンロード | BACK BEATs ＃30th Anniversary -SPARKLE-   |              |              |              |              |
| 15th         | 2019年12月25日 | Sharely Christmas with Santa Run Kids♪                                                                     |                                                          | デジタル・ダウンロード | PHOENIX                                   |              |              |              |              |
| 16th         | 2020年3月1日   | Let's☆Go!! Girls                                                                                           |                                                          | デジタル・ダウンロード | PHOENIX                                   |              |              |              |              |
| 17th         | 2020年4月15日  | RAINBOW QUEST ～僕らはピース ☮ メイト～ with RAINBOW KIDS♪                                                 |                                                          | デジタル・ダウンロード | PHOENIX                                   |              |              |              |              |
| 18th         | 2020年5月27日  | OK |                                                          | デジタル・ダウンロード | PHOENIX                                   |              |              |              |              |
| 19th         | 2020年6月30日  | Shaka♬シャカ You'll be all right with 波音組2020                                                           |                                                          | デジタル・ダウンロード | PHOENIX                                   |              |              |              |              |
| 20th         | 2020年7月31日  | GET YOUR WAVE featuring 生沢佑一, 徳永暁人(doa) , 上原大史(WANDS), Marty Friedman on Guitar                |                                                          | デジタル・ダウンロード | PHOENIX                                   |              |              |              |              |
| 21st         | 2020年8月31日  | Dee Dee Dee Dee Deeper Love 〜恋のソーシャルディスタンス〜 feat. TOUMA ROSE / Pray for you 〜7月のélégie〜 |                                                          | デジタル・ダウンロード | PHOENIX                                   |              |              |              |              |
| 22nd         | 2020年9月30日  | PHOENIX |                                                          | デジタル・ダウンロード | PHOENIX                                   |              |              |              |              |
| 23rd         | 2020年10月28日 | WE ARE THE LOVE 〜dedicated to J & L〜                                                                     |                                                          | デジタル・ダウンロード | PHOENIX                                   |              |              |              |              |
| 24th         | 2020年11月30日 | SISTER💄SISTER🌹SISTER💋                                                                                   |                                                          | デジタル・ダウンロード | PHOENIX                                   |              |              |              |              |
| 25th         | 2020年12月21日 | 走れ! 走れ! 走れ!                                                                                          |                                                          | デジタル・ダウンロード | PHOENIX                                   |              |              |              |              |
| 26th         | 2021年7月23日  | 東京 Only Peace Voice Of Japan "Kids" with 大黒摩季                                                        | 作詞：大黒摩季 作曲：大黒摩季・塚崎陽平 編曲：武部聡志   | デジタル・ダウンロード | BACK BEATs ＃30th Anniversary -SPARKLE-   |              |              |              |              |
| 27th         | 2022年7月10日  | SPARKLE | 作詞・作曲：大黒摩季 編曲：塚崎陽平                      | デジタル・ダウンロード | BACK BEATs ＃30th Anniversary -SPARKLE-   |              |              |              |              |
| 28th         | 2022年7月10日  | Sing | 作詞・作曲・編曲：大黒摩季                               | デジタル・ダウンロード | BACK BEATs ＃30th Anniversary -SPARKLE-   |              |              |              |              |
| 29th         | 2022年7月22日  | 今そこに君がいる 今ここに僕がいる                                                                          | 作詞・作曲：大黒摩季 編曲：塚崎陽平                      | デジタル・ダウンロード | BACK BEATs ＃30th Anniversary -SPARKLE-   |              |              |              |              |
| 30th         | 2022年12月1日  | 君に届け feat, doa, 川島だりあ                                                                             | 作詞・作曲：大黒摩季 編曲：徳永暁人                      | デジタル・ダウンロード | BACK BEATs ＃30th Anniversary -SPARKLE-   |              |              |              |              |

#### コラボレート・シングル
1. 「憂鬱は眠らない」 織田哲郎 & 大黒摩季（1993年11月26日）
2. 「deep blue」 DJ YUTAKA feat. 大黒摩季（2003年9月18日）
3. 「雨のち虹色」 ザ・ルーズドッグス feat. 大黒摩季（2008年6月4日）
4. 「MUSIC FLOWER featuring 伴都美子・大黒摩季・中島美嘉・浦嶋りんこ・島津ナディア・勝手にしやがれ+DJ HASEBE」 土屋公平（2008年10月15日）
5. 「HEART∞BREAKER」 DaiKichi〜大吉〜（2010年12月15日）
6. 「RESTART」 RESTART JAPAN with TUBE（2011年6月8日）
7. 「RISE UP!! LEVANGA」 BBB project（大黒摩季・m.c.A・T・KEN・原田由佳・竹内光雄）（2016年10月9日）
8. 「ONE -we are one-」 Samantha Thavasa Family（2019年3月1日デジタル配信）
9. 「私たちの道」 One Hokkaido Project（2019年2月20日デジタル配信、2019年3月6日CDシングル）[24]
10. 「ENDLESS 〜時を超えて〜」 SUGIZO feat. 大黒摩季（2020年5月18日デジタル配信）

#### 非売品シングル
1. 風になれ（1996年）
「ゆうあいピック北海道大会」テーマソング。関係団体などに約8000枚が配布[43]。
2. 永遠の光り 〜AIR DO VERSION〜（1999年）
AIR DOの第1便就航1周年を記念し配布された非売品シングル。

### アルバム

#### オリジナル・アルバム
| #                       | 発売日              | タイトル            | 規格                | 規格品番                  | オリコン            |                     |                     |                     |                     |
| TM FACTORY レーベル     | TM FACTORY レーベル | TM FACTORY レーベル | TM FACTORY レーベル | TM FACTORY レーベル       | TM FACTORY レーベル | TM FACTORY レーベル | TM FACTORY レーベル | TM FACTORY レーベル | TM FACTORY レーベル |
| ----------------------- | ------------------- | ------------------- | ------------------- | ------------------------- | ------------------- | ------------------- | ------------------- | ------------------- | ------------------- |
| 1st                     | 1992年6月24日       | STOP MOTION         | CD                  | TOCT-6503（廃盤）         | 58位                |                     |                     |                     |                     |
| 1st                     | 1992年6月24日       | STOP MOTION         | CD                  | BGCH-1009（再発現行盤）   | 58位                |                     |                     |                     |                     |
| 2nd                     | 1993年4月28日       | DA・DA・DA          | CD                  | TOCT-8045（廃盤）         | 2位                 |                     |                     |                     |                     |
| 2nd                     | 1993年4月28日       | DA・DA・DA          | CD                  | BGCH-1010（再発現行盤）   | 2位                 |                     |                     |                     |                     |
| 3rd                     | 1993年11月10日      | U.Be Love           | CD                  | TOCT-8185（廃盤）         | 2位                 |                     |                     |                     |                     |
| 3rd                     | 1993年11月10日      | U.Be Love           | CD                  | BGCH-1011（再発現行盤）   | 2位                 |                     |                     |                     |                     |
| B-Gram RECORDS レーベル |                     |                     |                     |                           |                     |                     |                     |                     |                     |
| 4th                     | 1994年11月9日       | 永遠の夢に向かって  | CD                  | BGCH-1016                 | 1位                 |                     |                     |                     |                     |
| 5th                     | 1995年7月19日       | LA.LA.LA            | CD                  | JBCJ-1003                 | 1位                 |                     |                     |                     |                     |
| 6th                     | 1997年8月6日        | POWER OF DREAMS     | CD                  | JBCJ-1014                 | 1位                 |                     |                     |                     |                     |
| 7th                     | 1998年9月9日        | MOTHER EARTH        | CD                  | JBCJ-1020                 | 1位                 |                     |                     |                     |                     |
| Virgin Music レーベル   |                     |                     |                     |                           |                     |                     |                     |                     |                     |
| 8th                     | 2001年12月12日      | O                   | CD                  | TOCT-24707                | 8位                 |                     |                     |                     |                     |
| 9th                     | 2002年12月11日      | PRESENTs            | CD                  | TOCT-24903                | 18位                |                     |                     |                     |                     |
| 10th                    | 2003年6月25日       | RHYTHM BLACK        | CD                  | TOCT-25047                | 20位                |                     |                     |                     |                     |
| 11th                    | 2005年6月22日       | HAPPINESS           | CD                  | TOCT-25559                | 28位                |                     |                     |                     |                     |
| 12th                    | 2008年1月30日       | POSITIVE SPIRAL     | CD+DVD              | TOCT-26520（初回限定盤）  | 39位                |                     |                     |                     |                     |
| 12th                    | 2008年1月30日       | POSITIVE SPIRAL     | CD                  | TOCT-26521（通常盤）      | 39位                |                     |                     |                     |                     |
| 32Records レーベル      |                     |                     |                     |                           |                     |                     |                     |                     |                     |
| 13th                    | 2010年8月25日       | すっぴん            | CD+DVD              | TTCR-3（初回限定盤）      | 29位                |                     |                     |                     |                     |
| 13th                    | 2010年8月25日       | すっぴん            | 2CD                 | TTCR-4（通常盤）          | 29位                |                     |                     |                     |                     |
| B ONE レーベル          |                     |                     |                     |                           |                     |                     |                     |                     |                     |
| 14th                    | 2018年12月5日       | MUSIC MUSCLE        | 2CD+DVD             | JBCZ-9092/3（BIG盤）      | 30位                |                     |                     |                     |                     |
| 14th                    | 2018年12月5日       | MUSIC MUSCLE        | 2CD                 | JBCZ-9094/5（STANDARD盤） | 30位                |                     |                     |                     |                     |
| 15th                    | 2020年12月23日      | PHOENIX             | CD+DVD              | JBCZ-9115（BIG盤）        | 51位                |                     |                     |                     |                     |
| 15th                    | 2020年12月23日      | PHOENIX             | CD                  | JBCZ-9116（STANDARD盤）   | 51位                |                     |                     |                     |                     |

#### ベスト・アルバム
| #                                  | リリース日              | タイトル                                           | 媒体                    | 規格品番                   | 備考 | 順位                    |                         |                         |                         |
| B-Gram RECORDS レーベル            | B-Gram RECORDS レーベル | B-Gram RECORDS レーベル                            | B-Gram RECORDS レーベル | B-Gram RECORDS レーベル    | B-Gram RECORDS レーベル | B-Gram RECORDS レーベル | B-Gram RECORDS レーベル | B-Gram RECORDS レーベル | B-Gram RECORDS レーベル |
| ---------------------------------- | ----------------------- | -------------------------------------------------- | ----------------------- | -------------------------- | --- | ----------------------- | ----------------------- | ----------------------- | ----------------------- |
| 1st                                | 1995年12月11日          | BACK BEATs #1                                      | CD                      | JBCJ-1004                  | 初のベスト・アルバム 一部、楽曲をリアレンジ・リテイク(再録)を施されている。 Wミリオン | 1位                     |                         |                         |                         |
| 2nd                                | 1999年12月31日          | MAKI OHGURO BEST OF BEST〜All Singles Collection〜 | 2CD                     | JBCJ-1028/9                | デビューシングルから当時の最新シングルまでの、ビーイング在籍時代の楽曲を網羅したシングル・コレクション 新曲「夢の続き」「BRAND-NEWDAY」とライブ音源を収録。 2枚組CD | 2位                     |                         |                         |                         |
| 3rd                                | 2003年7月25日           | complete of 大黒摩季 at the BEING studio           | CD                      | JBCJ-5013                  | ビーイングスタッフによって編集された「at the BEING studio」による企画ベスト。 大黒自身のシングル、アルバムには未収録で、コンピレーション・アルバム『愛と疑惑のサスペンス エンディングテーマ曲集』にのみ収録されていた楽曲「Twisty Love」を収録。 | 60位                    |                         |                         |                         |
| EMIミュージック・ジャパン レーベル |                         |                                                    |                         |                            | |                         |                         |                         |                         |
| 4th                                | 2006年3月15日           | weep〜maki ohguro The Best Ballads Collection〜    | CD                      | TOCT-25909                 | 既存曲のリメイク、カバーを含むバラードベストアルバム | 30位                    |                         |                         |                         |
| 5th                                | 2011年11月23日          | GOLDEN☆BEST 大黒摩季                               | CD                      | TOCT-11261                 | EMI在籍時代の楽曲を収録した、廉価盤企画ベスト | -                       |                         |                         |                         |
| Being レーベル                     |                         |                                                    |                         |                            | |                         |                         |                         |                         |
| 6th                                | 2016年11月23日          | Greatest Hits 1991-2016 〜All Singles +〜          | 4CD+DVD                 | JBCZ-9038/41（BIG盤）      | 再始動とデビュー25周年を記念として、レーベルの垣根を越えた自身初となるオールタイム・ベストアルバム デビューシングルから復帰後のシングルまでを完全網羅し、新曲「My Will 〜世界は変えられなくても〜」を収録。 DVD（BIG盤）にはビーイング在籍の90年代に発表されたミュージック・ビデオを初収録。 3枚組CD（BIG盤のみ4枚組CD+DVD） | 4位                     |                         |                         |                         |
| 6th                                | 2016年11月23日          | Greatest Hits 1991-2016 〜All Singles +〜          | 3CD                     | JBCZ-9035/7（STANDARD盤）  | 再始動とデビュー25周年を記念として、レーベルの垣根を越えた自身初となるオールタイム・ベストアルバム デビューシングルから復帰後のシングルまでを完全網羅し、新曲「My Will 〜世界は変えられなくても〜」を収録。 DVD（BIG盤）にはビーイング在籍の90年代に発表されたミュージック・ビデオを初収録。 3枚組CD（BIG盤のみ4枚組CD+DVD） | 4位                     |                         |                         |                         |
| 7th                                | 2022年12月14日          | BACK BEATs ＃30th Anniversary -SPARKLE-            | 3CD+2DVD                | JBCZ-9132/34（BIG盤）      | デビュー30周年を記念した企画ベスト Disc1には書き下ろし楽曲や完全未発表の新曲などを収録した「Disc "New Songs"」、Disc2には30周年を記念した豪華クリエイター陣が集結したスペシャルリミックス集「Disc "Re-mixes"」、Disc3には往年のヒット曲を網羅した「Disc "Best Sellers"」から構成されている。 DVDには新曲のミュージック・ビデオに加え、90年代の未発表秘蔵映像などを収録。BIG盤には追加として初のワンマンライブ「LIVE NATURE#0 "Nice to meets you"」よりデジタルリマスターで施した映像から4曲を厳選。 3枚組CD+DVD（BIG盤は2枚組DVD） | 22位                    |                         |                         |                         |
| 7th                                | 2022年12月14日          | BACK BEATs ＃30th Anniversary -SPARKLE-            | 3CD+DVD                 | JBCZ-9135/37（STANDARD盤） | デビュー30周年を記念した企画ベスト Disc1には書き下ろし楽曲や完全未発表の新曲などを収録した「Disc "New Songs"」、Disc2には30周年を記念した豪華クリエイター陣が集結したスペシャルリミックス集「Disc "Re-mixes"」、Disc3には往年のヒット曲を網羅した「Disc "Best Sellers"」から構成されている。 DVDには新曲のミュージック・ビデオに加え、90年代の未発表秘蔵映像などを収録。BIG盤には追加として初のワンマンライブ「LIVE NATURE#0 "Nice to meets you"」よりデジタルリマスターで施した映像から4曲を厳選。 3枚組CD+DVD（BIG盤は2枚組DVD） | 22位                    |                         |                         |                         |

#### カバー・アルバム
| #                                  | リリース日                         | タイトル                           | 媒体                               | 規格品番                           | 順位                               |                                    |                                    |                                    |                                    |
| EMIミュージック・ジャパン レーベル | EMIミュージック・ジャパン レーベル | EMIミュージック・ジャパン レーベル | EMIミュージック・ジャパン レーベル | EMIミュージック・ジャパン レーベル | EMIミュージック・ジャパン レーベル | EMIミュージック・ジャパン レーベル | EMIミュージック・ジャパン レーベル | EMIミュージック・ジャパン レーベル | EMIミュージック・ジャパン レーベル |
| ---------------------------------- | ---------------------------------- | ---------------------------------- | ---------------------------------- | ---------------------------------- | ---------------------------------- | ---------------------------------- | ---------------------------------- | ---------------------------------- | ---------------------------------- |
| 1st                                | 2003年3月17日                      | COPY BAND GENERATION VOL.1         | CCCD                               | TOCT-25358                         | 23位                               |                                    |                                    |                                    |                                    |
| CAMエンタテインメント レーベル     |                                    |                                    |                                    |                                    |                                    |                                    |                                    |                                    |                                    |
| 2nd                                | 2009年2月4日（廃盤）               | LUXURY 22-24pm                     | 2CD                                | POCS-1021                          | 29位                               |                                    |                                    |                                    |                                    |
| Being レーベル                     |                                    |                                    |                                    |                                    |                                    |                                    |                                    |                                    |                                    |
| 3rd                                | 2017年12月20日（再発現行盤）       | LUXURY 22-24pm & 4 you             | 2CD                                | JBCZ-9065/6（BIG盤）               | 88位                               |                                    |                                    |                                    |                                    |
| 3rd                                | 2017年12月20日（再発現行盤）       | LUXURY 22-24pm & 4 you             | 2CD                                | JBCZ-9067/8（STANDARD盤）          | 88位                               |                                    |                                    |                                    |                                    |

#### 非公認アルバム
1. LIVE BEST CONTAINS 16 BEST LIVE TRACKs!!(2001年06月27日)
2. BACK BEATs ＃2〜Maki Ohguro&Staff Works〜（2001年10月31日）
3. BEST OF BEST 1000 大黒摩季（2007年12月12日）
4. BEST HITS（2008年2月27日）

#### 参加作品
1. 孤独のRUNAWAY / 安宅美春（1990年12月10日）
「LOVE & PEACE」「BIBBIDI, BOBBIDI, BOO」（「大黒摩紀」名義）
2. ROYAL STRAIGHT SOUL（1991年1月10日）
「RESPECT」（「大黒摩紀」名義）
3. ROYAL STRAIGHT SOUL II（1991年9月21日）
「CRUISIN'」（大黒摩紀・明石昌夫）
4. HOTEL WOMAN Original Soundtrack（1991年11月21日）
「Stay」（「大黒摩紀」名義）
5. ROYAL STRAIGHT SOUL III Vol.2 Red Lovers（1992年7月22日）
「Mercy Mercy Me」
6. SING!!〜SEGA GAME MUSIC presented by B.B.Queens（1992年8月12日）
「AFTER TONIGHT」（生沢佑一 & 大黒摩季）
「BURNIN' LOVE」（片山圭司 & 大黒摩季）
7. 愛と疑惑のサスペンス エンディングテーマ曲集（1994年3月26日）
「Twisty Love」
8. J-BLUES BATTLE Vol.2（1998年6月6日）
「Love Me」
9. 「中華一番!」Special TV on-air Mix & Original Soundtrack（1998年8月5日）
「空 (TV Mix)」
10. Returns! / m.c.A・T（2004年2月9日）
「Thunder Party II feat. 大黒摩季」
11. BEACH BOYS -BEST OF TRIBUTE（2004年8月4日）
「Do You Want To Dance」
12. 甲斐バンド&甲斐よしひろ グレイト・トリビュート・コレクション〜グッド・フェローズ（2004年8月25日）
「HERO 〜ヒーローになる時、それは今」（大黒摩季とフレンズ）
13. Words of 雪之丞（2006年2月27日）
「ダイヤモンド・ダスト」
14. WANNA BE THE PIANO MAN（2006年11月22日）
「The Stranger (ストレンジャー)」
15. Tribute to Eric Clapton（2007年1月24日）
「Layla」
16. i Meets… / 12人のヴァイオリニスト（2009年3月25日）
「Largo 〜光の向こうへ〜」（12人のヴァイオリニスト feat. 大黒摩季）
17. サルサ食堂 〜日本ラテン化計画!〜 / オルケスタ・デ・ラ・ルス（2009年8月5日）
「夏が来る、そして…」（オルケスタ・デ・ラ・ルス & 大黒摩季）
18. NEWERA 〜DJ YUTAKA 30th ANNIVERSARY ALBUM〜 / DJ YUTAKA（2009年9月16日）
「Party Up / 大黒摩季 & AI & DJ KAORI」
19. 服部克久の世界〜works（2009年11月11日）
「オラ オラ 〜そんな時には〜」
20. MEMORIES 3 -Kahara Back to 1995- / 華原朋美（2015年12月2日）
「ら・ら・ら feat. 大黒摩季」
21. d-project with ZARD (2016年5月18日）
22. SHAKE / TOKU（2017年6月7日）
「Dance Me To The End Of Love featuring 大黒摩季 and NAOTO」
23. 11月を守る曲 / SATOKO（2018年10月11日）
「Valentine's Chocolate」
24. Deing / DAIGO（2018年12月5日）
「あなただけ見つめてる Guest Vocal 大黒摩季」
「果てしない夢を」森友嵐士 (T-BOLAN), 大黒摩季, 池森秀一 (DEEN) & DAIGO
25. 響 〜THE SOUNDS OF JAPAN〜 / AUN J クラシックオーケストラ（2019年6月12日）
「From The Far East 〜令和への路〜 feat. 大黒摩季」
26. Pronoia / 平陸（2020年4月21日）
「Ride On Me -今- (feat. 大黒摩季)」「僕はきっと -Regulation- (feat. 大黒摩季)」
27. 今夜もダレかと / t-Ace（2023年7月28日）[44]
「今夜もダレかと (feat. 大黒摩季)」

### DVD-Video
| 発売日         | タイトル                                                                                            |
| -------------- | --------------------------------------------------------------------------------------------------- |
| 2000年8月1日   | 大黒摩季 LIVE BEATs                                                                                 |
| 2001年6月27日  | LIVE NATURE ＃0 〜Nice to meet you!〜                                                               |
| 2001年7月30日  | LIVE NATURE ＃2 〜BEST BEATs〜                                                                      |
| 2001年10月31日 | LIVE NATURE ＃3 SPECIAL 〜Rain or Shine〜                                                           |
| 2004年9月29日  | COPY BAND GENERATION LIVE VOL.1                                                                     |
| 2007年         | MAKI OHGURO Live Bomb!! "Lev V" 15th Anniversary Get the "Rock & Peace" Maki's Love With You        |
| 2009年2月4日   | Maki Ohguro Live Bomb!! Level.6 15th Anniversary Super Final in パシフィコ横浜 〜My Music My Life〜 |

### 著書
1. TWO HALF（1995年12月12日）
2. ありがとうなんて絶対言わない（1999年7月23日）

## 提供曲
| 歌手名                           | 曲名                                 | 収録                                                | 年   | 提供内容     | 備考                                  |
| -------------------------------- | ------------------------------------ | --------------------------------------------------- | ---- | ------------ | ------------------------------------- |
| SILK                             | ジョン・レノンが聴こえる夜           | アルバム『SILK』                                    | 1991 | 作曲         |                                       |
| SILK                             | STOP MOTION 〜永遠に〜               | アルバム『FACE』                                    | 1991 | 作詞・作曲   | シングル「STOP MOTION」でセルフカバー |
| MANISH                           | ロマン作戦Go!and Go!                 | シングル「恋人と呼べないDistance」                  | 1992 | 作詞         |                                       |
| MANISH                           | 素顔のままKISSしよう                 | シングル「素顔のままKISSしよう」                    | 1993 | 作詞         |                                       |
| MANISH                           | 君へのメロディー                     | アルバム『MANISH』                                  | 1993 | 作詞         |                                       |
| MANISH                           | 君が欲しい 全部欲しい                | シングル「君が欲しい 全部欲しい」                   | 1993 | 作詞         |                                       |
| MANISH                           | 眠らない街に流されて                 | シングル「眠らない街に流されて」                    | 1993 | 作詞         |                                       |
| Litz.Co                          | Do What You Wanna                    | シングル「青い夏に身をまかせ」                      | 1993 | 作曲         |                                       |
| Wink                             | 咲き誇れ愛しさよ                     | シングル「咲き誇れ愛しさよ」                        | 1993 | 作詞         |                                       |
| 宇徳敬子                         | あなたに会いたい                     | シングル「どこまでもずっと」                        | 1994 | 作曲         |                                       |
| 相川七瀬                         | Shock of Love                        | シングル「Shock of Love」                           | 2003 | 作詞         |                                       |
| (北海道登別明日中等教育学校校歌) | 明日（あけび）の空に                 | -                                                   | 2007 | 作詞・作曲   | 2007年4月9日開校日・入学式で本人歌唱  |
| 欧陽菲菲                         | 雨のNew York                         | シングル「雨のNew York」                            | 2008 | 作曲         |                                       |
| うつみ宮土理                     | スキャットライフ                     | アルバム『花の行方』                                | 2009 | 作詞・作曲   |                                       |
| TUBE                             | 夏色のタイムカプセル                 | アルバム『Your TUBE+My TUBE』                       | 2015 | 作詞         |                                       |
| DISH//                           | イエ〜ィ!!☆夏休み                    | シングル「イエ〜ィ!!☆夏休み」                       | 2015 | 作詞         |                                       |
| アンティック-珈琲店-             | 千年DIVE!!!!!                        | シングル「千年DIVE!!!!!」                           | 2015 | 作詞         |                                       |
| La PomPon                        | 恋はずーく☆ダンス                    | シングル「HOT GIRLS」                               | 2015 | 作詞         | Maquita Grande Negro名義にて提供      |
| La PomPon                        | ヤダ!嫌だ!ヤダ! 〜Sweet Teens ver.〜 | シングル「謎/ヤダ!嫌だ!ヤダ! 〜Sweet Teens ver.〜」 | 2015 | 作詞・作曲   |                                       |
| 郷ひろみ                         | IRREGULAR                            | シングル「IRREGULAR」                               | 2016 | 作詞         |                                       |
| TFG                              | !Hola! !Hola! !Hola!                 | アルバム「vacaTion」                                | 2021 | 作詞         |                                       |
| 氷川きよし                       | Glamorous Butterfly                  | アルバム「You are you」                             | 2021 | 作詞・作曲   |                                       |
| 徳川徳男・徳子                   | DOCCHI                               | シングル「DOCCHI」                                  | 2022 | 作詞・作曲   |                                       |
| A.B.C-Z                          | #IMA                                 | シングル「#IMA」                                    | 2022 | 作詞・作曲   |                                       |
| A.B.C-Z                          | オリジナルストーリー                 | EP「5 STARS」                                       | 2023 | 作詞・共作曲 |                                       |

## 主なコーラス参加作品
大黒はデビュー前、またその以降に関わらず、多くのミュージシャンの楽曲にコーラスとして参加しており、本項目において全てを掲載することは不可能である。
本項目では、シングルカットされたなどの主要な楽曲ならびに明確にクレジットが確認できる楽曲を掲載する。
- 安宅美春「WHY?」「KNOCK ME」
- 織田哲郎「DON'T YOU WANNA TOUCH ME?」「チョット」
- 吉川晃司「Lovely Mary」「HEART∞BREAKER」
- KIX-S 「LES=BEAT」「ONE NIGHT HEAVEN」「VIRGINITY」「KISS KISS」
- Wink「咲き誇れ愛しさよ」
- 栗林誠一郎「Good-bye to you」
- ZARD 「Good-bye My Loneliness」「愛は暗闇の中で」「不思議ね…」（クレジット無し）

「IN MY ARMS TONIGHT」「汗の中でCRY」「負けないで」
「君がいない」「揺れる想い」「Listen to me」「I'm in love」
- 酒井法子「碧いうさぎ」
- CM NETWORK 「GO GO 貴花田」
- ZYYG, REV, ZARD & WANDS feat. 長嶋茂雄 「果てしない夢を」
- TUBE 「乗りかえちゃうもんね」「暗闇を蹴飛ばせ」
- T-BOLAN「じれったい愛」「悪魔の魅力」
- DJ YUTAKA「ユタカナリズム feat. GAKU-MC」
- DEEN 「翼を広げて」「Memories」
- 中山美穂&WANDS 「世界中の誰よりきっと〈PART II〉」
- B'z 「Love & Chain 〜Godzilla Style〜」「Wonderful Opportunity」「TONIGHT (Is The Night)」

「僕の罪」「どうしても君を失いたくない」
「愛のままにわがままに 僕は君だけを傷つけない」「JOY」「裸足の女神」
- FIELD OF VIEW 「君がいたから」
- 前田亘輝 「Try Boy,Try Girl」「真冬のライオン」
- 松本孝弘 「Love Ya」「＃1090 〜Thousand Dreams〜」「ROCK AND ROLL, HOOCHIE KOO」
- LUNA SEA「誓い文」「The LUV」「BLACK AND BLUE」
- WANDS 「Jumpin' Jack Boy」「世界が終るまでは…」「声にならないほどに愛しい」（MANISHのセルフカバー曲）

## タイアップ一覧
| 楽曲                                          | タイアップ                                                             |
| --------------------------------------------- | ---------------------------------------------------------------------- |
| STOP MOTION                                   | テレビ朝日系『女事件記者立花圭子』主題歌                               |
| DA・KA・RA                                    | 東洋水産 マルちゃん HOT NOODLE CMソング                                |
| チョット                                      | テレビ朝日系『いちご白書』オープニングテーマ                           |
| 君に愛されるそのために…                       | テレビ朝日系『報道多チャンネル』エンディングテーマ                     |
| 別れましょう私から消えましょうあなたから      | テレビ朝日系ネオドラマ主題歌                                           |
| Harlem Night                                  | フジテレビ系『PERSONAL WATCHING JAB!』オープニング・テーマ曲           |
| あなただけ見つめてる                          | テレビ朝日系『SLAM DUNK』初代エンディングテーマ                        |
| 白いGradation                                 | Victoria CFイメージソング                                              |
| 夏が来る                                      | TBS系『COUNT DOWN TV』1994年4月 - 6月度オープニングテーマ              |
| 永遠の夢に向かって                            | TBS系『COUNT DOWN TV』1994年9月 - 12月度オープニングテーマ             |
| ら・ら・ら                                    | テレビ朝日系『味いちもんめ』主題歌                                     |
| いちばん近くにいてね                          | 明治アメリカンチップスのCMソング                                       |
| 愛してます                                    | 関西テレビ制作・フジテレビ系『妊娠ですよ2』主題歌                      |
| あぁ                                          | テレビ朝日系『味いちもんめ2』主題歌                                    |
| 熱くなれ                                      | NHK『アトランタオリンピック』テーマソング                              |
| そして                                        | NHK『アトランタオリンピック』テーマソング                              |
| アンバランス                                  | テレビ朝日系『Xファイル』2ndシーズン主題歌                             |
| ゲンキダシテ                                  | アサヒ飲料「MITSUYA CIDER」CMソング                                    |
| 風になれ                                      | 安田生命（現：明治安田生命）「ヴァイタル・パッケージ」CMイメージソング |
| 空                                            | フジテレビ系『中華一番!』初代オープニングテーマ                        |
| ネッ! 〜女、情熱〜                            | カネボウ化粧品「テスティモII」CMソング                                 |
| 太陽の国へ行こうよ すぐに〜空飛ぶ夢に乗って〜 | テレビ朝日系『ニュースキャスター 霞涼子』主題歌                        |
| Just Start Again                              | サッポロビール「クラシック」CMソング                                   |
| 夢なら醒めてよ                                | テレビ朝日系『京都始末屋事件ファイル』主題歌                           |
| 永遠の光り                                    | 北海道国際航空イメージソング                                           |
| 虹ヲコエテ                                    | 森永乳業ラクトフェリンヨーグルトTV-CFソング                            |
| 雪が降るまえに                                | TBS系『こちら第三社会部』主題歌                                        |
| アイデンティティ                              | TBS系『TBSサッカー』イメージソング                                     |
| 夏が来る、そして…                             | 日本テレビ系『スポーツうるぐす』エンディングテーマ                     |
| ASAHI〜SHINE&GROOVE〜                         | アテネ五輪ホッケー女子日本代表オフィシャルサポートソング               |
| OVER TOP                                      | インディーカーレース『BRIDGESTONE INDY JAPAN 300mile』公式テーマソング |
| 胡蝶の夢                                      | フジテレビ系『新・風のロンド』主題歌                                   |
| IT'S ALL RIGHT                                | 朝日放送『ホップ!ステップ!シャンプー!』エンディングテーマ              |
| Anything Goes!                                | テレビ朝日系『仮面ライダーオーズ/OOO』主題歌                           |
| Anything Goes! “Ballad”                       | テレビ朝日系『仮面ライダーオーズ/OOO』挿入歌（最終回のみ）             |
| Lie, Lie, Lie,                                | 日本テレビ・読売テレビ系アニメ『名探偵コナン』オープニング             |
| リアル                                        | 映画『GONZA』主題歌                                                    |

## テレビ出演

### テレビドラマ
- がんばれ!TEAM NACS episode5（2021年7月18日、WOWOW） - 本人 役[45]
- ブラックペアン シーズン2 第7話 - 最終話（2024年8月25日 - 9月15日、TBS） - 江尻紀恵 役[46][47]

### 情報バラエティ
- 中居正広の金スマ★歌姫波乱万丈SP（2023年5月19日、TBS）[48]

## ラジオ番組

### レギュラー番組
- Your Playlist  (2017年1月 - 、BAYFM：毎週木曜深夜 24：00～24：30）

### 過去の出演番組
- OH!GROGGY（1994年1月 - 3月、東海ラジオ）
- マイナスアルファ（1994年7月 - 9月、東海ラジオ）
- Natural Woman（1994年11月 - 1999年12月、FM NORTH WAVE）
- 大黒摩季のオールナイトニッポン（1998年8月29日、ニッポン放送）
- Tonight's the Night（2002年4月 - 9月、TOKYO FM）
- 摩季姉恋犬のSHOUT!（2005年6月 - 、インターネットラジオ）
- トーホウリゾート presents 大黒摩季♪大人のBreak Time （2016年11月 - 2018年9月、AIR-G'）
- トーホウリゾート presents Natural Woman（2018年11月[49]1日[50] - 2020年9月、FM NORTH WAVE）
- Natural Woman by 北の快適工房（2021年5月2日[51] - 2023年3月、FM NORTH WAVE）

## コンサートツアー
| 日程 | ツアータイトル                                                                                                 | 会場 | 備考 |
| --- | --- | --- | --- |
| 1996年月22日 | ゆうあいピック北海道大会 後夜祭                                                                                | 真駒内アイスアリーナ | 大黒摩季としての初ライブであり、3曲披露されたミニライブ。シークレットゲストだった為、ファンクラブでも出演情報が公表されなかった。                     |
| 1997年8月1日 | LIVE NATURE #0 〜Nice to meet you〜                                                                            | レインボースクエア有明 | 正式な初ライブで、47,000人を動員。またミュージックステーションの生中継も行なわれた。                                                                  |
| 1997年10月2日-11月2日 | LIVE NATURE #1 〜POWER OF DREAMS〜                                                                             | 5ヶ所9日間9公演 真駒内アイスアリーナ、横浜アリーナ、名古屋レインボーホール、大阪城ホール、マリンメッセ福岡 | 初の全国ツアー。 |
| 1998年8月1日 | EXTRA BEETs 〜おひさしブリッツ〜                                                                               | 赤坂ブリッツ | |
| 1998年9月4日-10月25日 | LIVE NATURE #2 〜BEST BEETs〜                                                                                  | 8ヶ所15日間15公演 真駒内アイスアリーナ、グランディ21 宮城県総合体育館、国立代々木競技場 第一体育館、横浜アリーナ、名古屋レインボーホール、大阪城ホール、広島グリーンアリーナ、マリンメッセ福岡 | |
| 1999年4月8日-7月19日 | LIVE NATURE #3 〜Shine or Rain〜                                                                               | 29ヶ所37日間37公演 帯広市民文化ホール、旭川市民文化会館、北海道厚生年金会館、青森市文化会館、岩手県民会館、仙台サンプラザホール、群馬県民会館、大宮ソニックシティ、川口リリアメインホール、千葉県文化会館、渋谷公会堂、神奈川県民ホール、新潟テルサ、石川厚生年金会館、アクトシティ浜松、名古屋センチュリーホール、京都会館 第一ホール、大阪フェスティバルホール、神戸国際会館、倉敷市民会館、広島厚生年金会館、香川県県民ホール、愛媛県民文化会館、福岡サンパレス、長崎ブリックホール、熊本市民会館、宮崎市民文化ホール、鹿児島市民文化ホール(第一) | |
| 1999年8月5日 | LIVE NATURE #3 Shine or Rain SPECIAL 〜Rain or Shine                                                           | 千葉マリンスタジアム | |
| 1999年12月31日 | 世界50億人が目撃者！1999〜2000大黒摩季 ライブ IN NARA                                                          | 東大寺 | 世界62ヶ国に生中継されたカウントダウンライブ。このライブで突然の休業宣言を行なった。                                                                  |
| 2001年6月4日 | Private Live 〜Starting from Zero〜                                                                            | サッポロファクトリー | ビーイング脱退後の初ライブ。 |
| 2001年8月1日・8日・9日 | Live BOMB! LEVEL.1 〜BLITZ KRIEG "Get the Rainbow"〜                                                           | 赤坂BLITZ | |
| 2001年12月31日 | 大黒摩季プロジュース ハウステンボス カウントダウン2002                                                         | ハウステンボス | ハウステンボスのオープン10周年を記念したカウントダウンライブ。インターネットでライブの生中継も行なわれた。                                            |
| 2002年1月25日-2月11日 | Live BOMB! LEVEL.2 "O"                                                                                         | 4ヶ所6日間6公演 東京国際フォーラム ホールA、パシフィコ横浜 国立大ホール、名古屋センチュリーホール、大阪フェスティバルホール | |
| 2002年8月7日 | M'DRIVE Presents Special Circuit Vol.1                                                                         | SHIBUYA-AX | ファンクラブ限定ライブ |
| 2002年12月11日-23日 | Winter Edition [PRESENTs] 〜あなたの恋をつくりまShow〜                                                         | 2ケ所3日間3公演 Zepp Tokyo、なんばHatch | |
| 2003年7月4日-9月6日 | Live BOMB! LEVEL.3 "RHYTHM BLACK"                                                                              | 17ヶ所18日間18公演 札幌市民会館、盛岡市民文化ホール、仙台サンプラザホール、市川市文化会館、東京国際フォーラム ホールA、NHKホール、神奈川県民ホール、新潟テルサ、アクトシティ浜松、名古屋センチュリーホール、大阪厚生年金会館、倉敷市民会館、広島厚生年金会館、香川県民ホール、松山市民会館、福岡サンパレス、長崎ブリックホール | |
| 2004年5月14日 | 大黒摩季とフレンズ ONE NIGHT STAND                                                                             | SHIBUYA-AX | |
| 2004年7月15日-9月12日 | Live BOMB! LEVEL.4 "TOUR OF HAPPINESS" 〜不幸からの大脱出SHOW〜                                                | 13ヶ所13日間13公演 北海道厚生年金会館、宮城県民会館、大宮ソニックシティ、NHKホール、神奈川県民ホール、ハーモニーホール座間、新潟テルサ、長野・大町市文化会館、静岡市民文化会館、名古屋センチュリーホール、大阪厚生年金会館、広島郵便貯金ホール、高知県民文化ホール、福岡市民会館、熊本県立劇場(演劇ホール) | |
| 2004年11月7日 | 早稲田大学 学園祭「大黒摩季トーク&ライブ Go Girl!!」                                                           | 早稲田大学 | |
| 2005年8月13日 | M'DRIVE Prasents 大黒摩季 EXTRA CIRCUIT “HAPPINESS SPECIAL”〜かなりレアレアNight〜                             | SHIBUYA-AX | ファンクラブ限定ライブ |
| 2005年11月27日 | 京都会館45周年記念シンフォニックエポリューション 大黒摩季＆京都市交響楽団〜恋の雫〜                            | 京都会館 第一ホール | |
| 2005年12月19日 | 2005年冬の大感謝祭 年忘れだヨ！！全員集合 〜全部みせますマキベスト〜                                           | 日本武道館 | |
| 2005年12月31日 | カウントダウンライブ                                                                                           | ナガシマスパーランド | |
| 2006年4月16日 | maki ohguro ballads and bar...Premium Jazz Night in Old Saloon 1934                                            | 札幌グランドホテル | |
| 2006年4月21日・23日 | weep〜maki ohguro The Best Ballads Collection〜Live                                                            | 2ケ所2日間2公演 東京COTTON CLUB、ブルーノート名古屋 | |
| 2006年5月13日 | 原田真二＆大黒摩季〜僕らのハーモニー〜                                                                         | 福井フェニックスプラザ | |
| 2006年10月20-2007年2月10日                                                                                                  | Live Bomb!!Lev“V”〜デビュー15周年記念前倒し企画・わりと津々浦々お客様大感謝TOUR“ダイブ見せますMaki Best”＋〜   | 19ヶ所19日間19公演 北海道厚生年金会館、仙台市民会館、龍ヶ崎市文化会館、日立市民会館、サンシティー越谷市民ホール、市原市市民会館、渋谷公会堂、神奈川県民ホール、長岡市立劇場、山梨県民文化ホール、アクトシティ浜松、愛知県芸術劇場大ホール、大阪厚生年金会館、鳥取県民文化会館、神戸国際会館、サンポートホール高松、八幡浜市文化会館、福岡市民会館、熊本県立劇場 | |
| 2008年2月9日-4月29日 | Live Bomb! Level.6 15th Anniversary Final Tour 〜ありがとう！そして…POSITIVE SPIRAL〜                          | 21ヶ所21日間21公演 Zepp Sapporo、胆沢町文化創造センター、イズミティ21、福島県文化センター、伊勢崎市文化会館、結城市民文化センターアクロス、熊谷文化創造館 さくらめいと、戸田市文化会館、渋谷C.C.Lemonホール、山梨県立県民文化ホール、静岡市民文化会館、愛知県芸術劇場、大阪厚生年金会館、神戸国際会館、広島厚生年金会館、島根県芸術文化センター グラントワ、徳島市立文化センター、福岡市民会館、鳥栖市民文化会館、熊本市民会館、志布志市文化会館 | |
| 2008年5月17日 | Live Bomb!! Level.6 15th Anniversary Super Final in パシフィコ横浜 〜My Music My Life〜                        | パシフィコ横浜 国立大ホール | |
| 2009年3月29日-5月29日 | Luxury tour 2009                                                                                               | 16ヶ所16日間16公演 Zepp Sapporo、北見市民会館、音更町文化センター、Zepp Sendai、福島県文化センター、那須野が原ハーモニーホール、鹿嶋勤労文化会館、三郷市文化会館、Zepp Tokyo、八王子市民会館、横浜BLITZ、厚木市文化会館、Zepp Nagoya、滋賀県立文化産業交流会館、Zepp Osaka、Zepp Fukuoka | |
| 2009年8月29日 | スナック摩季                                                                                                   | 渋谷DUO | |
| 2009年12月5日、12月17日 | ディナーショー                                                                                                 | 名鉄トヤマホテル 4階瑞雲の間、神戸ポートピアホテル | |
| 2010年1月10日 | DIAMOR presents premium Live in Billboad Live Osaka                                                            | ビルボードライブ大阪 | DIAMOR OSAKAでの商品購入者を対象とした、75組150名の招待ライブ                                                                                         |
| 2010年1月22日、1月30日 | MAKI OHGURO 〜大人開放クラブ "BLACK CAT"〜                                                                     | STB139、ブルーノート名古屋 | |
| 2010年5月28日-7月9日 | Maki Ohguro LIVEHOUSE TOUR 2010 大人開放クラブ BLACK CAT STAGE∞1 ～Back To The 80's Rockin'Girl～              | 9ヶ所9日間9公演 福岡DRUM LOGOS、岡山CRAZYMAMA KINGDOM、名古屋Diamond Hall、高知BAY5 SQUARE、新潟LOTS、なんばHatch、仙台CLUB JUNK BOX、札幌ペニーレーン24、赤坂BLITZ | |
| 2010年7月25日 | Maki Ohguro SPECIAL LIVE 2010 大人開放クラブ BLACK CAT STAGE∞2 ～マリンタウン開港記念コンサート がんばる輪島～ | 輪島市文化会館 | |
| 2010年8月13日-9月11日 | Maki Ohguro LIVE 2010 大人開放クラブ BLACK CAT STAGE∞2 ～GO TO THE FUTURE ON THE ROCK～                        | 7ヶ所7日間7公演 楢葉町コミュニティーセンター、羽生市産業文化ホール、たつの市総合文化会館、貝塚コスモスシアター、瀬戸市文化センター、三島市民文化会館、渋谷C.C.Lemonホール | |
| 2010年9月14日-9月29日 | 大黒摩季＆KAZUMI ドリームライブ2010 in 北海道                                                                  | 7ヶ所7日間7公演 室蘭市文化センター、苫小牧市民会館、美唄市民会館、羽幌町中央公民館、浜頓別町多目的アリーナ、北見市民会館、中標津町総合文化会館しるべっとホール | |
| 2016年10月16日 | Maki Ohguro 2016Live-HOP ! 〜Reborn To The Future☆彡〜 in Sapporo Nitori Bunka Hall                            | 札幌市・ニトリ文化ホール | 音楽活動再開後、初となる単独コンサート |
| Season I 2017年2月25日-6月25日 Season II 9月9日-12月10日 Season III 2018年1月31日-4月1日 FINAL Season 2018年4月11日-5月26日 | Maki Ohguro 2017 Live-STEP!! 〜Higher↗↗Higher↗↗中年よ熱くなれ!! Greatest Hits +〜                              | 66ヶ所66日間66公演 Season I 羽生市産業文化ホール、常陸太田市民交流センター、栃木文化会館、安城市民会館、加古川市民会館、多古町コミュニティプラザ、大町市文化会館、やまぎんホール、磐田市民文化会館、バロー文化ホール、コラニー文化ホール、千葉県文化会館、ハーモニーホール座間、かつしかシンフォニーヒルズ、狭山市市民会館、三原市芸術文化センター、たんば田園交響ホール、伊勢崎市文化会館、南魚沼市民会館 Season II 日向市文化交流センター、豊後大野市総合文化センター、新川文化ホール、長良川国際会議場、伊勢市観光文化会館、茨城県立県民文化センター、アイプラザ豊橋、三島市民文化会館、西予市宇和文化会館、ハイスタッフホール、福井市フェニックス・ プラザ、貝塚市民文化会館、大津市民会館、和田山ジュピターホール、シーハットおおむら、アルモニーサンク北九州、和歌山県民文化会館 大ホール、取手市立市民会館、大館市民文化会館、胆沢文化創造センター、渋川市民会館、那須塩原市黒磯文化会館、島根県芸術文化センター、米子コンベンションセンターBiG SHiP Season III 厚木市文化会館 大ホール、なら100年会館 大ホール、岸和田市立浪切ホール 大ホール、森の21 大ホール、枚方市市民会館 大ホール、鳴門市文化会館、高知市文化プラザかるぽーと、佐賀市文化会館 大ホール、大分iichikoグランシアタ、川口リリア メインホール、岡谷市文化会館 カノラホール、南陽市文化会館 シェルターなんようホール、喜多方プラザ文化センター 大ホール、伊賀市文化会館 さまざまホール、荒尾総合文化センター 大ホール、都城市総合文化ホール 大ホール、川内文化ホール、本多の森ホール、富山市芸術文化ホール オーバード・ホール FINAL Season 広島ふくやま芸術文化ホール リーデンローズ大ホール、福岡市民会館 大ホール、山口下関市民会館 大ホール、青森リンクステーションホール 大ホール、宮城東京エレクトロンホール宮城 大ホール、札幌ニトリ文化ホール、愛知日本特殊陶業市民会館 フォレストホール、東京中野サンプラザホール、大阪オリックス劇場、沖縄市民会館 | デビュー25周年記念、初の全国47都道府県ツアー |
| 2017年7月8日-7月20日 | 大黒摩季 北海道ドリーム・ツアー2017 ～ Higher↗↗Higher↗↗道産子よ熱くなれ!! Greatest Hits +～                    | 7ヶ所7日間7公演 だて歴史の杜カルチャーセンター、苫小牧市民会館、旭川市民文化会館、北見市民会館、鹿追町民ホール、釧路市民文化会館、根室市総合文化会館 | |
| 2017年12月16日-27日 | MAKI OHGURO LUXURY + TOUR 2017                                                                                 | 3ヶ所6日間6公演 Bilboard Live OSAKA、Blue Note Nagoya、Bilboard Live TOKYO | デビュー25周年を記念した初のビルボードライブ。ゲスト：TOKU、日替わりゲスト：中西圭三、原田喧太、徳永暁人(doa)、TAKE(Skoop On Somebody)、西海孝：Banjo |